# Engobe

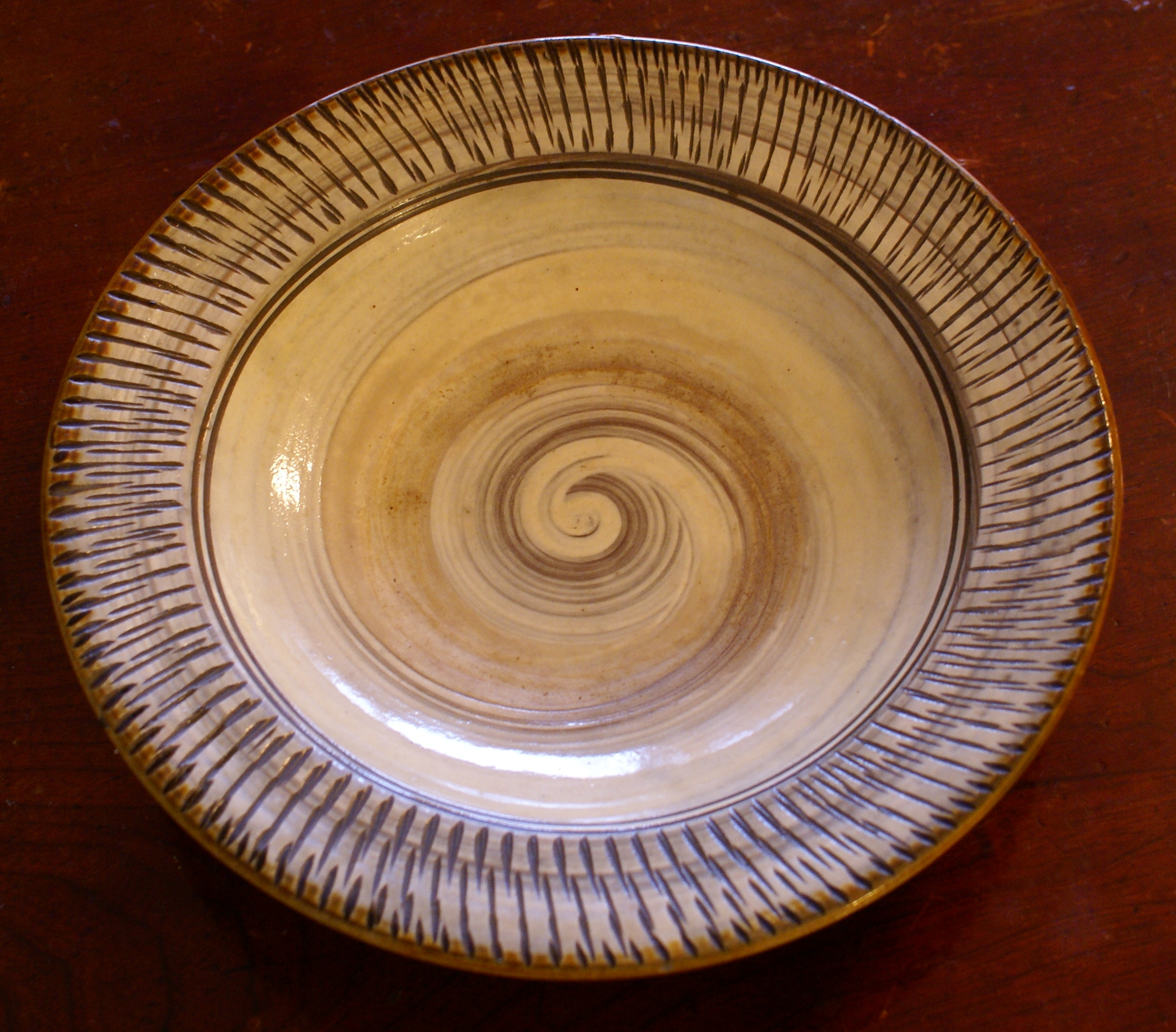
Engoberat fat med ristat mönster.
En vit engobe, ofta kallad piplera, har penslats brett ovanpå en röd lera. En genomskinlig glasyr har sedan lagts ovanpå.

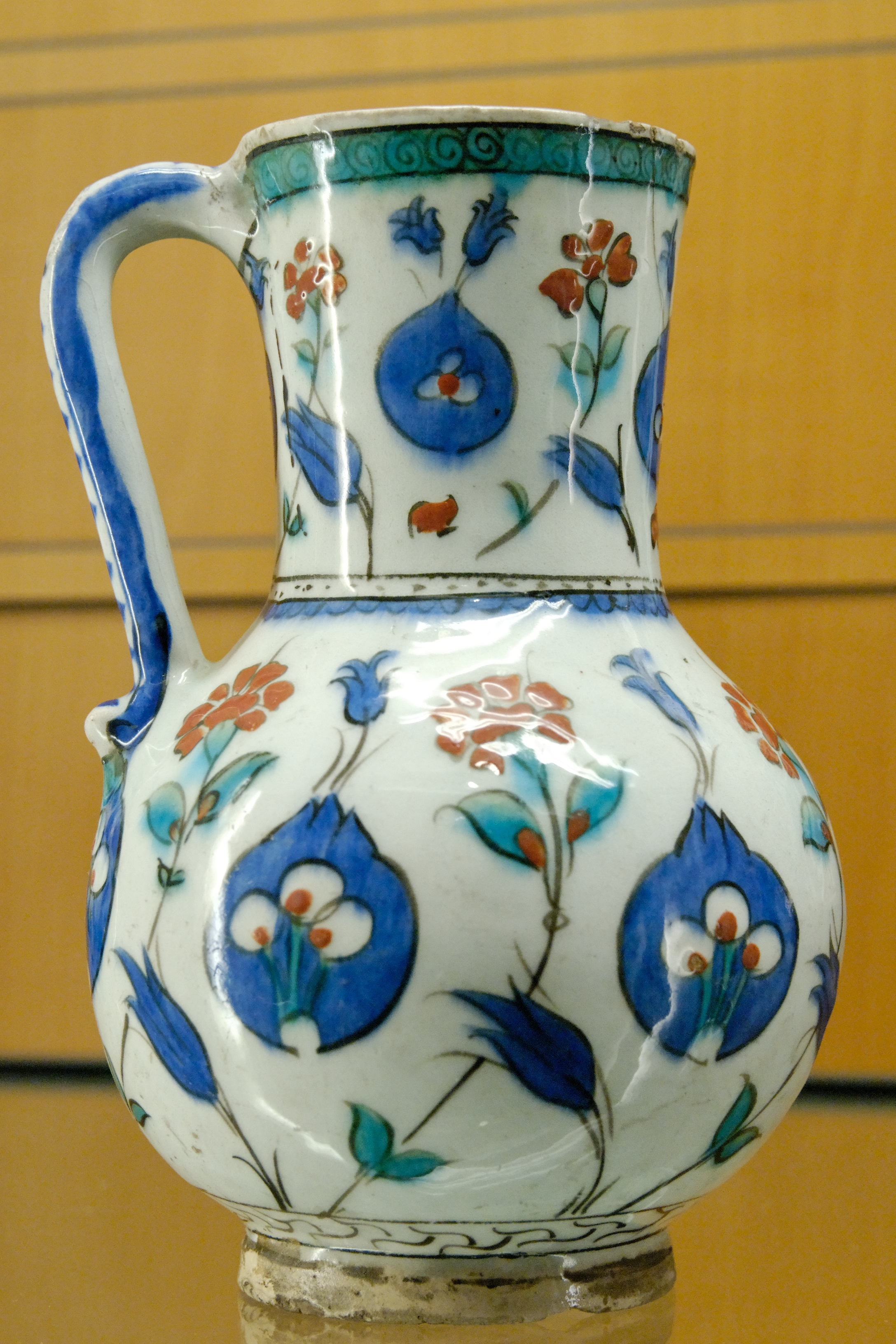
Kanna med ett mönster åstadkommet med hjälp av att färgad engobe har påförts med pensel på godset som sedan bränts.

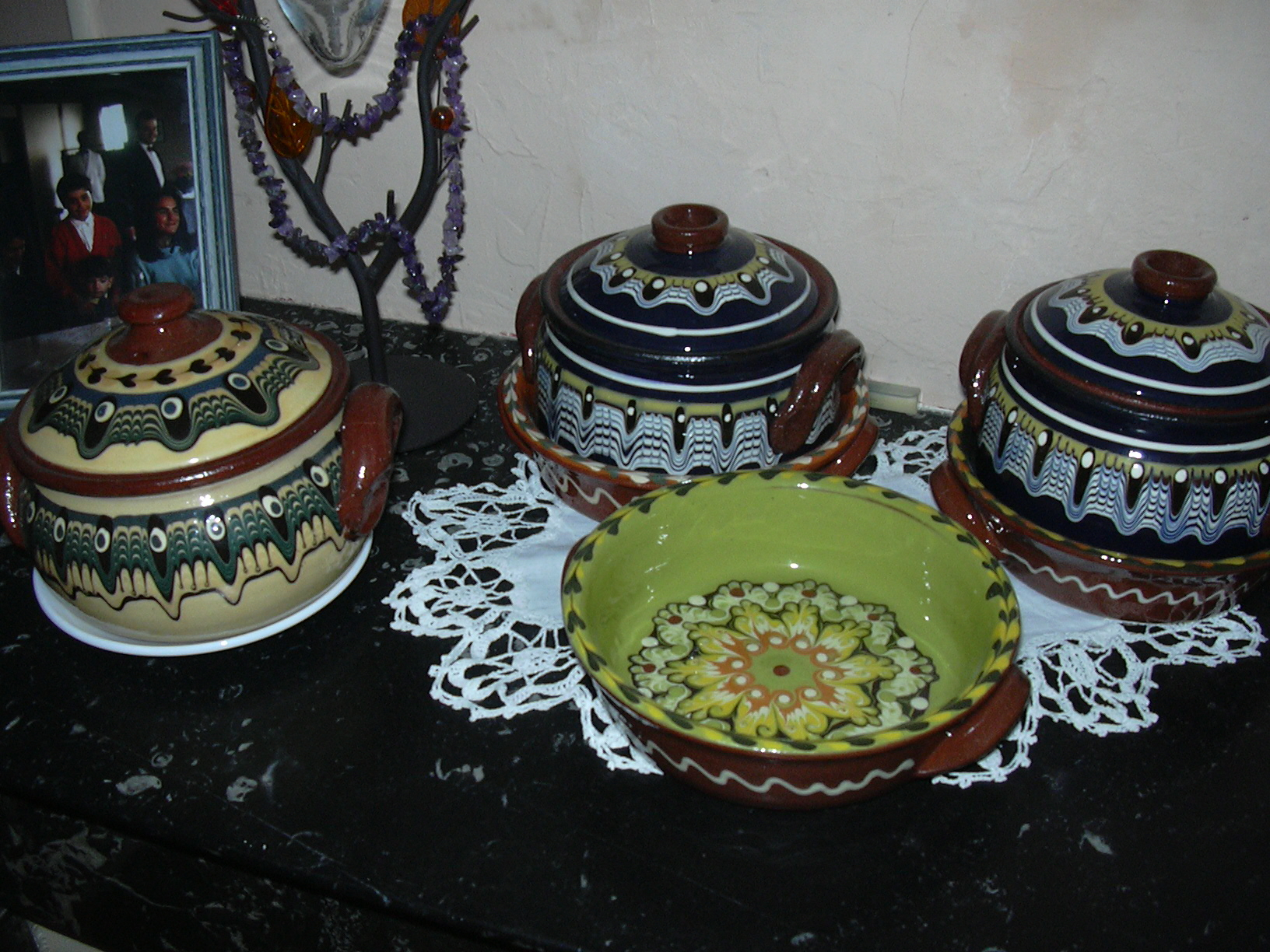
Engoberade föremål, där engoben pålagts med spruta.
I den ännu våta engoben har sedan verktyg dragits för att skapa ytterligare mönster.

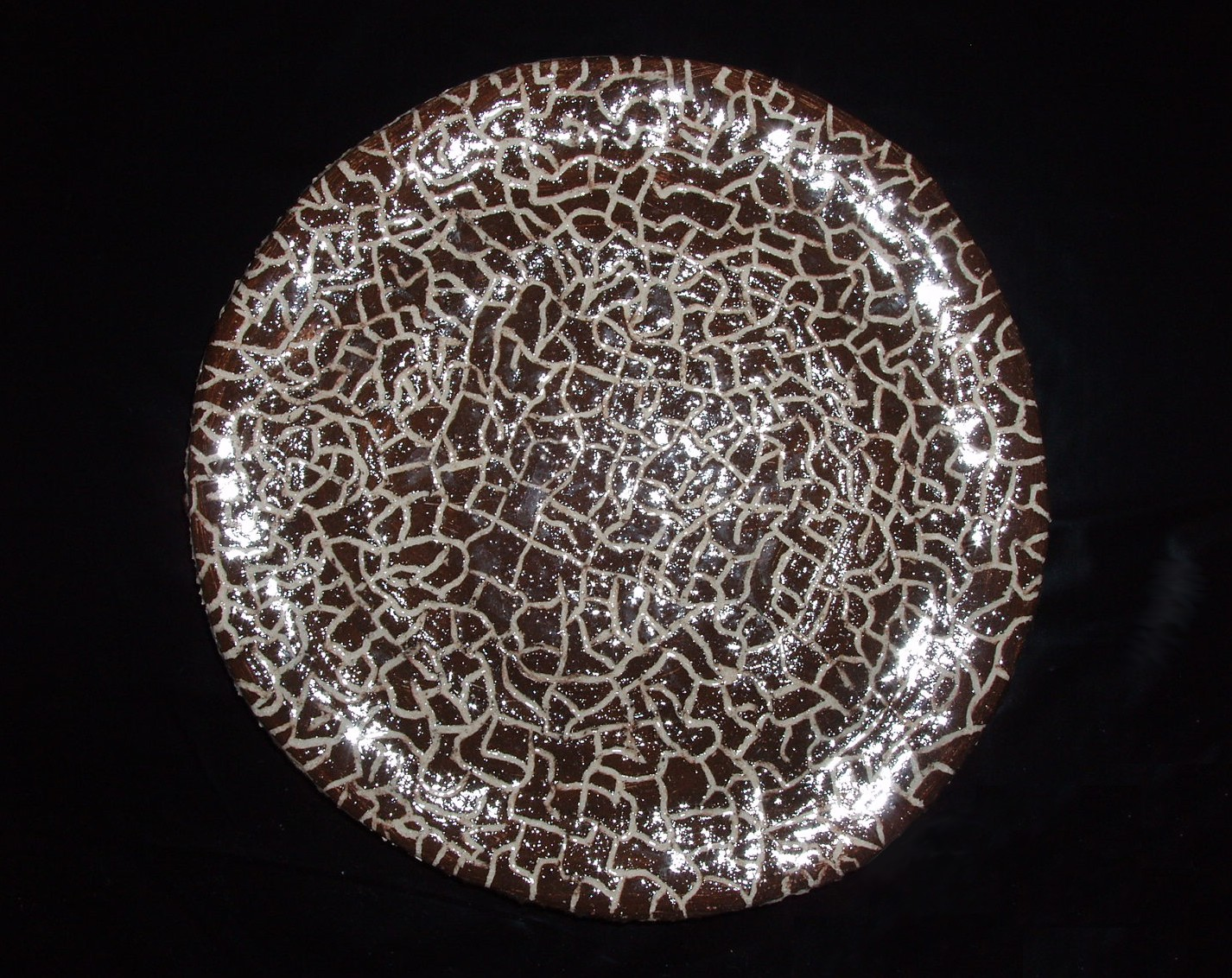
Engoberat fat där engoben "krympt" vid bränning så en krackelerad yta uppstått som dekoration.

Engobe, franska för "färglera", är benämningen på en täckande ytbehandling som används för att dekorera keramiska föremål. Detta kallas att föremålen engoberas. Engoben kan bestå av naturligt färgad, eller vit lera, men kan också vara infärgad med diverse metalloxider, såsom koboltoxid, järnoxid, eller kopparoxid. Metalloxiderna ger efter att godset bränts upphov till olika färger.
Engobering är en mycket tidig dekoreringsteknik, känd redan från antikens Egypten för cirka 4 000 år sedan och från Östasien för cirka 5 000 år sedan. Engobering kan utföras på många olika sätt. Typiskt sett påför man den flytande lerslamman när godset är läderhårt, det vill säga fortfarande fuktigt men så pass stelnat att det är ganska stadigt. Godset kan doppas i en engobe med avvikande färg från godsets, sedan ristar man fram mönster genom engoben. Engobe kan också påföras med en bred pensel och förmås att bilda mönster eller bilder. En annan metod är att påföra relativt trögflytande engobe med en spruta med boll gjord av gummi eller keratin. Engobe även användas för att framkalla krackeleringar i leran, och ge den ytstruktur. Metoderna kan också kombineras.